# Ліві (Німеччина)
Ліві (нім. Die Linke) — німецька соціалістична, лівопопулістська політична партія, утворена в червні 2007 року внаслідок злиття східнонімецьких посткомуністів Партії демократичного соціалізму (ПДС) із західнонімецькою Виборчою альтернативою за працю і соціальну справедливість (ІАТСС, WASG). Обидві партії співпрацювали в бундестазі ще з 2005 року в складі фракції Лівих під головуванням Грегора Гізі (нім. Gregor Gysi).
У Бундестазі партія має 39 місця із 736, отримавши 4.9 % голосів на федеральних виборах 2021 року. На міжнародному рівні ліві є членом Партії європейських лівих і є найбільшою партією у фракції Європейські об'єднані ліві/Ліво-зелені Півночі в Європейському парламенті (має 8 місць із 99 виділених для Німеччини). За офіційними даними Ліва партія має 77 645 зареєстрованих членів станом на вересень 2009 року, що робить її четвертою за величиною партією в Німеччині.

## Історія

### Заснування
Масові протести, які призвели до відсторонення від влади лідера НДР Еріха Хонеккера в 1989 році, відкрили нові можливості молодому поколінню політиків-реформаторів у Соціалістичній єдиній партії (СЄПН), які вважали політику гласності та перебудови президента СРСР Михайла Горбачова моделлю для політичних змін. Такі реформатори, як політик Ганс Модров, адвокат Грегор Гізі і дисиденти, як Рудольф Баро і Стефан Гейм незабаром почали реконструювати політичний авторитет партії. До кінця 1989 року, останні консервативні члени Центрального Комітету партії подали у відставку, а потім в 1990 році СЄПН залишили 95 % із 2,3 мільйона її членів .
На спеціальному з'їзді в грудні 1989 року партія відмовилася від своєї колишньої «провідної ролі» у житті суспільства і прийняла програму демократичних реформ. Для того, щоб дистанціювати реформовану партію із комуністичною ідеологією, партія додала слова «Партія демократичного соціалізму» до назви з СЄПН, а в кінцевому підсумку відмовилася від слів «Соціалістична єдина партія» в лютому 1990 року. Гізі став новим лідером. До того часу, ПДС вже не була марксистсько-ленінською партією, хоча неомарксистські і комуністичні фракції меншості продовжували існувати. 18 березня 1990 року, ПДС отримала 16,4 % голосів на перших вільних виборах у Східній Німеччині, і стала найбільшою опозиційною партією. До влади прийшов новий уряд на чолі з консервативним Альянсом за Німеччину, що отримав 48 % голосів.

### Партія демократичного соціалізму
На перших загально-німецьких виборах до Бундестагу в 1990 році, ПДС отримала лише 2,4 % від загальної кількості голосів, але завдяки виключенню у виборчому законодавстві Німеччини отримав у Бундестазі 17 депутатських мандатів на чолі з Гізі. На федеральних виборах 1994 року, незважаючи на агресивну антикомуністичну кампанію «Червоні шкарпетки», організовану проти ПДС правлячим в той час Християнсько-демократичним союзу, що була спрямована на відлякування виборців, ПДС вдалося збільшити свою частку голосів до 4,4 відсотка, завоювавши більшість у чотирьох східних виборчих округах, і знову увійти у бундестаг, збільшивши кількість депутатів до 30. У 1998 році партія досягла найвищої точки свого успіху, обравши 37 депутатів і отримавши 5,1 % голосів по країні, тим самим перевищивши 5 % поріг, що необхідний для гарантованого представництва та повноцінного парламентського статусу в Бундестазі. Гізі пішов у відставку в 2000 році після поразки у політичних дебатах з лівими угрупуваннями, що привели до конфлікту в ПДС. На федеральних виборах 2002 року партія не подолала прохідний бар'єр, отримавши лише 4,0 %. Протягом наступних чотирьох років, ПДС була представлена двома одномандатницями, що були обираються безпосередньо від своїх округів, Петрою Пау і Гезіною Летш.
Після фіаско 2002 року, ПДС прийняла нову, помірну програму і обрала давнього союзник Гізі Лотара Біскі своїм головою. У 2004 році на виборах до Європейського парламенту, ПДС отримала 6,1 % голосів виборців по всій країні, більше ніж будь-коли до цього на федеральних виборах. Її електорат у східних німецьких землях продовжував зростати, де сьогодні вона разом із Християнсько-демократичним союзом (ХДС) і Соціал-демократичною партією Німеччини (СДПН) одна із з трьох найсильніших партій у регіоні. Тим не менш, незначна кількість членів та підтримка виборців у західних землях Німеччини спонукали партію до укладення виборчого союзу у липні 2005 року з новоутвореною партією Праця та соціальна справедливість — Виборча альтернатива (WASG), що в значній мірі складалася із дисидентів соціал-демократів, членів профспілок, а також різноманітних лівих радикалів.

### Створення Лівої партії
Після переговорів, ПДС і WASG домовилися про створення спільного списку для участі в федеральних виборах 2005 року і зобов'язалися об'єднатися в єдину ліву партію в 2007 році. Згідно з домовленістю, партії не змагалися між собою ні в одному із округів. Замість цього, кандидати WASG, у тому числі колишній лідер СДПН Оскар Лафонтен, були включені до виборчого списку ПДС. Щоб символізувати нові відносини, ПДС змінила свою назву на Ліва партія. ПДС (нім. Linkspartei.PDS) або просто Ліві. ПДС, з необов'язковим використання літер «ПДС» в західних землях, де багато виборців досі вважали Партію демократичного соціалізму підозрілою.
Альянс сподівався вигоду від сильної електоральної бази на сході і потенціалу WASG виборців на заході. Грегор Гізі повертався до громадського життя після операції на головному мозку і двох серцевих нападів, загальна увага була прикута до Лафонтена, як одного з лідерів партії.
Опитування на початку літа показували, що єдиний Лівий список може набрати цілих 12 відсотків голосів, і якийсь час здавалося можливим, що партія може повторити успіхи минулого створеного альянсу Союз 90/Зелені і право-ліберальної Вільної демократичної партії і стати третьою найсильнішою фракцією Бундестагу. Стривожені несподіваним зростанням лівих в опитуваннях, основні політики Німеччини нападали на Лафонтена і Гізі, як «лівих популістів»" і «демагогів» і звинуватили партію заграванні з неонацистськими виборцями. Помилка Лафонтена, який назвав «іноземних робітників», як загрозу в одному виступі на початку кампанії, дали підставу до звинувачень, що ліві намагаються використовувати німецьку ксенофобію та антидемократичний популізм для залучення виборців від крайніх правих.
Незважаючи на все це, на виборах 2005 року Ліва партія стала четвертою за величиною партією в Бундестазі, отримавши 8,7 % голосів виборців і 53 місця. Переговори про об'єднання між Лівою партією. ПДС і WASG тривали протягом наступного року, і дві сили досягли угоди 27 березня 2007 року. Спільна партія, яка отримала назву просто «Ліві», провела свій установчий з'їзд 16 червня в Берліні.
Об'єднана партія незабаром стала виборчою силою вперше ів Західній Німеччині, завоювавши невелику кількість місць у земельних виборах в Бремені, Нижній Саксонії, Гессені і Гамбурзі. «П'яти-партійна система» в Німеччині в наш час[коли?] стала реальністю яка на заході, так і на сході.
Ряд виборчих успіхів слідував потім у 2009 «році супер-виборів». У кампанії за місця в Європейському парламенті, Ліва партія отримала 7,5 % голосів виборців по всій країні, що продовжило стійку тенденція зростання голосів на європейських виборах (1994 рік: 4,7 %, 1999 рік: 5,8 %, 2004 рік: 6,1 %). На шести земельних виборах, партія або збільшила або зберегла попередні досягнення, збільшивши результат у Тюрингії і Гессені, і вперше отримала місця у землі Шлезвіг-Гольштейн. У Саарі партія стала значною силою, вперше в західній землі, завоювавши 19,2 % голосів і зайнявши третє місце, випередивши Вільну демократичну партія і Зелених. У Саксонії і Бранденбурзі відсоток голосів виборців трохи зменшився, але партія залишилася другою за величиною політичною силою в обох землях.
Спад популярності Соціал-демократичної партії на федеральних виборах 27 вересня 2009 дав Лівим безпрецедентну можливість збільшити свій вплив в німецькій політиці. Кількість поданих голосів за партію зросла до 11,9 відсотків, збільшивши своє представництво в бундестагу з 54 до 76 місць. На виборах 2021 року Ліві здобули 4,9 % голосів, отримавши 39 місць у Бундестазі. Ліві є третьою за величиною опозиційною партією.

## Ідеологія та політичні позиції
Ліві прагнуть досягнути демократичного соціалізму та подолати капіталізм. Як платформу для політики лівих на хвилі глобалізації, ліві включають в собі безліч різних фракцій, починаючи від комуністів до соціал-демократів. Ліві ще не прийняли власну програму партії, хоча вони випустили докладну передвиборчу програму перед федеральною передвиборчою кампанією 2009 року. У березні 2007 року, в ході спільної партійної конвенції Лівої партії і WASG, був узгоджений документ з викладом принципів політики.

### Податково-бюджетна політика партії
Податково-бюджетна політика партії заснована на кейнсіанській економіці, яку уряди почали впроваджувати у 1930-х роках у відповідь на Велику депресію. Центральний банк і уряд повинні співпрацювати у експансіоністській фіскальній та грошово-кредитній політиці з метою поліпшення економічних циклів, для підтримки економічного зростання і зниження рівня безробіття. Заробітна плата повинна бути підвищена у приватному секторі та визначатися зростанням продуктивності праці, рівнем інфляції визначеним Європейським центральним банком та рамковими угодами.
Партія виступає за підвищення бюджетних витрат в галузі державних інвестицій, освіти, досліджень та розвитку, культури та інфраструктури, а також підвищення податків на великі корпорації. Вона закликає до збільшення ставок податку на спадщину і обкладання податками «чистої вартість[уточнити]». Ліві виступають за прогресивний прибутковий податок, який буде сприяти скороченню податкового навантаження на нижні і середні доходи та підвищення на верхні. Боротьба з податковими лазівками є пріоритетним питання тому, що, як вважають ліві, вони в першу чергу є корисним для людей з високими доходами.
Фінансові ринки мають бути предметом важче державного регулювання, з метою, серед іншого, для зменшення спекуляцій облігацій та похідних інструментів (дериватив). Партія хоче посилити антимонопольне законодавство і розширити можливості кооперативів для децентралізації економіки. Подальші економічні реформи повинні включати солідарність і більше самовизначення для працівників, відмова від приватизації і введення федерального мінімуму заробітної плати, і в загальнішому повалення власності та владних структур, посилаючись на афоризм Карла Маркса «людина принижена, поневолена, занедбана, зневажена сутність».

### Зовнішня політика
Що стосується зовнішньої політики, Ліві закликають до міжнародного роззброєння та виключають будь-яку форму участі бундесверу за межами Німеччини. Партія вимагає заміни НАТО системою колективної безпеки, у тому числі участю в ній Росії. Німецька зовнішня політика повинна бути строго обмежена цілями цивільної дипломатії та співпрацею замість конфронтації.

#### Співпраця з міжнародними організаціями
Партія підтримує подальше анулювання заборгованості країн і збільшення допомоги на цілі розвитку у співпраці з Організацією Об'єднаних Націй, Світової організації торгівлі , Світового банку, а також різних двосторонніх договорів між країнами. Партія підтримує реформу Організації Об'єднаних Націй, якщо вона спрямована на справедливий баланс між розвиненими і країнами, що розвиваються. Всі американські військові бази на території Німеччини, а якщо можливо, в Європейському Союзі, прийняті в рамках обов'язкового договору, повинні бути розпущеними. Лівий вітають процес європейської інтеграції, у той же час опонують, на їх думку, неоліберальній політиці Європейського Союзу. Партія прагне до демократизації інститутів ЄС і посилення ролі Організації Об'єднаних Націй в міжнародній політиці. Ліві проти обох війн в Афганістані та в Іраку, а також Лісабонського договору.

#### Російсько-українська війна
Довкола теми російсько-української війни всередині партії «Ліві» точаться гострі внутрішні суперечки, через що нею не було випрацювано однозначної позиції з цього питання. За це партія зазнавала жорсткої критики в низці українських ЗМІ. Соціолог Тарас Саламанюк відзначає неоднорідність позицій партійців «Лівих» щодо українського питання. Зокрема, він прираховує до «проукраїнського крила» партії екслідера фракції «Лівих» у Бундестазі Ґреґора Ґізі, депутатів Буденстагу Яна ван Акена і Катрін Кунерт; до «проросійського крила» — депутатів Бундестагу Андрея Гунька (етнічного українця), Дітера Дема й Александра Неу.
Одним з найгучніших прихильних до Росії голосів серед «Лівих» донедавна була Сара Ваґенкнехт ― колишня очільниця фракції у Бундестазі, скандальна й конфлітна фігура у партії. Зокрема, як пише «Вашингтон пост», ім'я Ваґенкнехт згадується у документах 2021 року про плани керівництва РФ розробити стратегію зі створення двопартійної «антивоєнної коаліції» за участі ультраправої та ультралівої німецьких партій – «Альтернативи для Німеччини» та «Лівих», з метою послаблення підтримки України в Європі. Помітно консервативніші й більш традиціоналістські погляди Ваґенкнхет, ніж у значної частини її партійців, призвели до розколу серед «Лівих». Ваґенкхнет покинула партію і створила власну, «Альянс Сари Ваґенкнехт», яка вирізняється соціальним консерватизмом, націоналізмом, скептицизмом щодо зеленої політики та більш правим ставленням до соціокультурних питань. До «Альянсу Сари Ваґенкнехт» згодом примкнула помітна частина «проросійського крила» «Лівих».
Коментуючи анексію Криму Росією у 2014 році, депутат Європарламенту від «Лівих» Вольфґанґ Ґерке зазначив, що «Кримський референдум, як і колишній референдум щодо Косова, не відповідає міжнародному праву», але додав, що «до його результату треба ставитись серйозно». У тому ж коментарі Ґерке заявив, що «Росія не повинна роздмухувати український конфлікт військовими погрозами», а ЄС і США мають утриматися від жорстких санкцій, аби «не втягнути Європу у нову Холодну війну».
У 2022 році в офіційній заяві «Ліві» засудили російське вторгнення в Україну, зазначивши, що «немає жодного виправдання цій наступальній війні, яка порушує всі норми міжнародного права» і що «Росія має негайно припинити військові дії, погодитися на припинення вогню та повернутися за стіл переговорів». Ескалація російсько-української війни призвела до нових внутрішніх суперечок усередині партії, зокрема щодо санкційної політики та постачання летальної військової допомоги в Україну.

## Суперечки
Деякі вважають, Ліва партія несе відповідальність за дії попередника партії, СЄПН колишньої Німецької Демократичної Республіки, тоді як більшість її членів у партії лівих сьогодні немає. Наприклад, у 2001 році Габі Ціммер, в той час голова попередника Лівої партії — ПДС, офіційно визнала несправедливість будівництва Берлінської стіни в 1961 році, але вона не відчувала себе зобов'язаною вибачитися від імені парті.

### Спостереження за системою «захисту Конституції»
У Німеччині діє система «захисту Конституції» (нім. Verfassungsschutz) на федеральному рівні (нім. Bundesamt für Verfassungsschutz , BfV) та земельному рівні (нім. Landesbehörden für Verfassungsschutz , LfV), яка здійснює внутрішній нагляд за фактичною і підозрілою діяльністю, яка може загрожувати «вільному і демократичному ладу» (нім. freiheitlich-Demokratische Grundordnung) на основі німецької конституції. Ліва партія і деякі з її фракцій залишаються під спостереженням BfV, перелічені у щорічнику Verfassungsschutzbericht під заголовком «ліві екстремістські тенденції і підозрілі випадки».

## Структура партії

### Керівництво
На установчому з'їзді партії 16 червня 2007 року головами (нім. Parteivorsitzender) були обрані Лотар Біскі і Оскар Лафонтен. 23 січня 2010 Лафонтен заявив про відмову від свого місця в бундестазі і звільнення з посади співголови партії на федеральному рівні через хворобу. Лотар Біскі, в свою чергу заявив, що не буде висувати свою кандидатуру на майбутньому з'їзді «Лівих» в травні 2010 року.
У травні 2010 року партію очолили Гезіне Летш і Клаус Ернст. Заступниками голови (нім. Stellvertretender Parteivorsitzender) партії на кінець 2010 року були Галина Вавціняк, Катя Кіппінг, Сара Вагенкнехт, Гайнц Бірбаум. Посади федеральних секретарів (нім. Bundesgeschaftsfuhrer) партії обіймали Вернер Дрейбус і Карен Лай, федерального скарбника (Bundesschatzmeister) — Раджу Шарма. Всього до складу Правління партії (нім. Parteivorstandes) входить 44 людини Фракцію «Лівих» в Бундестазі очолює[коли?] Грегор Гізі.
25 червня 2022 року на федеральній партійній конференції головами партії обрані Джанін Вісслер і Мартін Ширдеван.

### Течії всередині партії
- «Антикапіталістичні ліві» (нім. Antikapitalistische Linke) — радикальна ліва течія партії, яка виступає проти всіх форм капіталізму. Об'єднує супротивників і критиків участі «Лівих» в коаліційних урядах, у тому числі з соціал-демократами. Найвідомішими представниками течії є: колишній депутат Європарламенту Тобіас Пфлюгер, колишні депутати Бундестагу Корнелія Хірш і Улла Епке, члени Правління партії: депутат Бундестагу Сара Вагенкнехт, депутат Європарламенту Сабіна Лезінг і Тієс Глейсс.

- «Комуністична платформа» (нім. Kommunistische Plattform) — марксистська течія, яка виступає за «будівництво нового соціалістичного суспільства, використовуючи позитивний досвід „реального соціалізму“ і враховуючи його помилки». Ключовими лідерами платформи є Сара Вагенкнехт і Матіас Бервольф.

- «Емансипативні ліві» (нім. Emanzipatorische Linke, Ema.Li) — течія, що базується на принципах лібертарного соціалізму і тісно пов'язана з підтримкою соціальних рухів. Офіційними представниками течії є Крістофер Шпер і Юлія Бонк, обрана в саксонський ландтаг у віці 18 років і стала наймолодшим депутатом у Німеччині. Також до числа відомих прихильників течії відносяться заступник голови партії Катя Кіппінг і член Правління партії Карен Лей.

- «Соціалістичні ліві» (нім. Sozialistische Linke) — течія, що включає лівих кейнсіанців (переважно з соціал-демократичним минулим) і єврокомуністів, орієнтована на роботу всередині профспілкового руху. Ключовими фігурами в течії є депутати бундестагу Дітер Дем і Христина Бухгольц, а також депутати Європарламенту Томас Хендель і Юрген Клута. Бухгольц і Клута також є членами Правління партії. На міжнародному рівні орієнтується на італійську Партію комуністичного відродження і нідерландську Соціалістичну партію.

- «Демократичний соціалістичний форум» (нім. Forum demokratischer Sozialismus) — течія демократичних соціалістів, прихильників участі в коаліційних урядах. Ідеологічно близько до течії «Реформаторська ліва мережа». Найвідомішими представниками течії є члени Правління партії Стефан Лібіх, Інга Нітце і Карен Лей.

- «Реформаторська ліва мережа» (нім. Netzwerk Reformlinke) — течія, близька до соціал-демократичних позицій, підтримує спільну діяльність з Соціал-демократичною партією Німеччини і «Союзом 90/Зелені», в тому числі участь у коаліціях з ними. Найвідомішими фігурами цієї течії є депутати бундестагу Петра Пау, член правління партії Ян Корте, Стефан Лібіх і заступник голови партії Галина Вавціняк.

### Зовнішні союзники
З «Лівими» співпрацюють, надають електоральну підтримку або безпосередньо беруть участь в діяльності партії наступні ліві групи:
- Німецька комуністична партія — колишня прорадянська компартія, створена в 1968 році замість забороненої КПН. Після об'єднання Німеччини багато активістів КПН перейшли в ПДС; на федеральних виборах 2005 року партія підтримала «Ліву партію — ПДС». У 2008 році вибухнув політичний скандал, коли було оголошено по телебаченню, що обрана за списком «Лівих» в ландтаг Нижньої Саксонії Крістель Вегнер в інтерв'ю виступила з виправданням Берлінської стіни і штазі. На адресу керівництва «Лівих» посипалися звинувачення, і партія дистанціювалася від передбачуваних висловлювань Вегнер, виключивши її з партійної фракції в ландтазі.

- Соціалістична альтернатива (SAV) — секція троцькістського Комітету за робочий інтернаціонал, раніше діяла на західнонімецьких землях всередині Jusos (молодіжки СДПН) і партії «Праця і соціальна справедливість — Виборча альтернатива»(WASG). Як і «Linksruck», тісно співпрацює з молодіжним рухом і антифашистами. Особа Соціалістичної альтернативи — молода активістка Люсі Редлер («Червона Люсі») — спочатку намагалася проводити незалежну політику і повела на вибори в берлінську палату депутатів окремий від «Лівої партії — ПДС» список WASG, щоб не допустити продовження неоліберального курсу місцевої коаліцією СДПН і ПДС. Спробувавши створити нову регіональну партію — «Берлінську альтернативу за солідарність і опір» — і ініціювавши створення «Мережі лівої опозиції», що об'єднала ліворадикальних противників об'єднання WASG і ПДС, Люсі Редлер, зрештою, підкорилася рішенню SAV і вступила в берлінський осередок партії «Ліві», але керівництво останньої в особі Клауса Ернста відмовило їй у членстві.

- «Зрушення вліво» (нім. Linksruck), нині «Маркс 21 — Мережа за міжнародний соціалізм» — секція Міжнародної соціалістичної тенденції, прихильники масової політики. Розчарувавшись у ентризмі (спробі проникненню з метою радикалізації) в молодіжні структури СДПН, активісти «Зрушення вліво» вітали освіта WASG та її об'єднання з ПДС в політичну силу лівіше соціал-демократії. «Зрушення вліво» підтримує платформу «Соціалістичних лівих». 1 вересня 2007 «Зрушення вліво» оголосила про формальний саморозпуск, сконцентрувавшись на партійній діяльності, і приступив до випуску нового журналу «marx21». Представниця цієї тенденції Крістін Буххольц входить до складу національного правління «Лівих».

- Міжнародні соціалістичні ліві (МСЛ) — одна з двох німецьких секцій Четвертого інтернаціоналу (поряд з Революційною соціалістичною лігою). Функціонери МСЛ співпрацювали з WASG і антиглобалістськими рухами. На відміну від РСЛ, активно бере участь у роботі партії «Ліві». У 2006 році МСЛ стали ініціаторами підписання Маніфесту антикапіталістичних лівих, навколо якого сформувалася відповідна течія «Лівих». Член МСЛ Тієс Глейсс є координатором «антикапіталістичних лівих» і входить до складу правління «Лівих»[26].

- Асоціація за єдину перспективу (VsP) — утворена в 1986 році в результаті об'єднання троцькістської Міжнародної марксистської групи і маоїстської-ходжаїстської ультралівої партії — Комуністична партія Німеччини/Марксистсько-ленінська, що включає МСЛ як фракцію. VsP підтримує «Лівих», починаючи з федеральних виборів 2005 року.

### Міжнародні зв'язки
Партія є колективним членом партії Європейські ліві, бере участь в роботі форуму Нових європейських лівих. Партія є єдиною партією, яка представляє ФРН в Партії європейських лівих на основі постійного членства.. .

### Фонд Рози Люксембург
«Ліві», як і інші провідні політичні партії Німеччини, підтримують зв'язки з неурядовим політичним фондом. Їм є Фонд Рози Люксембург, заснований на базі зареєстрованого в 1990 році суспільства критичної соціально-філософської думки «Аналіз суспільства і політичну освіту». Ідейно приєднуючись спочатку до Партії демократичного соціалізму, а нині — до «Лівих», Фонд Рози Люксембург працює незалежно і самостійно, тісно співпрацює з лівими земельними фондами і товариствами у всіх федеральних землях.
Фонд займається політичним освітою, культурною діяльністю і аналізом суспільного розвитку. Його лейтмотивами є демократичний соціалізм і інтернаціоналізм, антифашизм і антирасизм, відмова від догматизованого марксизму-ленінізму. Фонд організовує суспільно-громадянське просвітництво, поширює знання про суспільні взаємозв'язки в умовах глобального, суперечливого світу; є майданчиком для критичного аналізу сучасного стану суспільства; є центром програмних дискусій про демократичний соціалізм, що відповідає вимогам часу; є у Федеративній Республіці Німеччині і в міжнародному плані форум для діалогу між лівими соціальними рухами та організаціями, інтелектуалами та неурядовими організаціями; підтримує молодих вчених у формі надання навчальних та аспірантських стипендій; заохочує самовизначається суспільно-політичну активність і підтримує виступи за мир і взаєморозуміння між народами, проти фашизму і расизму, за соціальну справедливість і солідарність між людьми.
У штаб-квартирі Фонду Рози Люксембург в Берліні працюють близько 100 осіб. Відділення Фонду відкриті у Брюсселі, Варшаві, Москві, Сан-Паулу, Мехіко, Йоганнесбурзі, Тель-Авіві, Єрусалимі (Рамалла), Пекіні та Ханої.